# Бучино
Бучино (итал. Buccino) је насеље у Италији у округу Салерно, региону Кампанија.
Према процени из 2011. у насељу је живело 2686 становника. Насеље се налази на надморској висини од 578 м.

## Становништво
| 1951. | 1961. | 1971. | 1981. | 1991. | 2001. | 2011. |
| ----- | ----- | ----- | ----- | ----- | ----- | ----- |
| 7.059 | 7.120 | 6.357 | 6.145 | 5.926 | 5.659 | 5.248 |